# 印尼啸鹟
印尼啸鹟（学名：Pachycephala arctitorquis），是啸鹟科啸鹟属的一种，为印度尼西亚的特有种。该物种的保护状况被评为无危。
印尼啸鹟的栖息地包括种植园、亚热带或热带的红树林、乡村花园和亚热带或热带的湿润低地林。